# Ydby Sogn
Ydby Sogn er et sogn i Sydthy Provsti (Aalborg Stift).
I 1800-tallet var Ydby Sogn anneks til Boddum Sogn. Begge sogne hørte til Refs Herred i Thisted Amt. Boddum-Ydby sognekommune blev ved kommunalreformen i 1970 indlemmet i Sydthy Kommune, som ved strukturreformen i 2007 indgik i Thisted Kommune.
I Ydby Sogn ligger Ydby Kirke.
I sognet findes følgende autoriserede stednavne:
- Brokær (areal)
- Dover Kil (vandareal)
- Dover (bebyggelse, ejerlav)
- Draget (areal, bebyggelse)
- Flarup (bebyggelse, ejerlav)
- Flarup Hede (bebyggelse)
- Holmegårde (bebyggelse, ejerlav)
- Mølleå (vandareal)
- Sindrup (bebyggelse, ejerlav)
- Sindrup Vejle (areal)
- Sønder Ydby (bebyggelse)
- Tvolm (bebyggelse)
- Ydby (bebyggelse, ejerlav)